# 基亞尼夫卡
48°59′16″N 27°42′51″E / 48.98778°N 27.71417°E
基亞尼夫卡（烏克蘭語：Киянівка），是烏克蘭的村落，位於該國西南部文尼察州，由日梅林卡區負責管轄，面積10.25平方公里，海拔高度310米，2001年人口495，人口密度每平方公里48.29人。